# Gliotransmisor
Los gliotransmisores son sustancias químicas liberadas por las células gliales. Facilitan la comunicación entre dichas células y las neuronas. Aunque la presencia de Ca2+ se considera necesaria para la secreción de los gliotransmisores, investigaciones recientes han cuestionado esta hipótesis y la relevancia de los gliotransmisores en la señalización neuronal en general.
Existen varios tipos de células gliales productoras de gliotransmisores, como los oligodendrocitos, las microglías, y, sobre todo, los astrocitos. Los astrocitos dependen de las uniones intercelulares para acoplarse; su forma de estrella les permite establecer contacto con múltiples sinapsis en varias regiones del cerebro. Su estructura también les capacita para la señalización bidireccional. Se estima que los astrocitos pueden entrar en contacto con más de 100 000 sinapsis.
La gliotransmisión ocurre entre diferentes tipos de células, principalmente en el sistema nervioso entre astrocitos y neuronas; pero también tiene lugar en las terminales nerviosas motoras y en las células Schwann, presentes en la periferia del sistema nervioso, así como entre las células gliales en la retina (células Müller) y las neuronas retinales.

## Función
Durante un tiempo se pensaba que la función de las células gliales era proporcionar estructura y soporte dentro del tejido cerebral  y que solo tenían un papel pasivo en la señalización neuronal, por no poder producir los potenciales de acción necesarios para la comunicación activa entre neuronas. Sin embargo, investigaciones más recientes demostraron que estas células responden a  cambios intracelulares de concentraciones de Ca2+. Estos cambios se correlacionan con la corriente entre neuronas activadas por receptores  NMDA medida en las neuronas próximas al tálamo ventrobasal.
Las células gliales constituyen más del 70 % de todas las células en el sistema nervioso central y superan en número a las neuronas en todo el cerebro. Esta es la razón de la importancia de la existencia de los gliotransmisores, gracias a los cuales los astrocitos y microglías pueden participar en la comunicación intercelular entre neuronas y otras células gliales recibiendo impulsos, organizando información y enviando señales químicas. La señalización de Ca2+ de los astrocitos también forma parte del control de flujo sanguíneo del cerebro.
Se ha demostrado el control de los gliotransmisores en el desarrollo sináptico, y regulación funcional de la sinapsis, así como la regulación de la neurotransmisión. Su liberación puede tener un efecto paracrino en astrocitos. Los gliotransmisores no solo pueden ser definidos por su presencia en células gliales, sino también por su ruta metabólica. Su función está determinada por su tipo, ya que cada gliotransmisor tiene diferente objetivo, receptor y acción.

## Principales gliotransmisores
El glutamato y el ATP son los principales gliotransmisores secretados por los astrocitos. El glutamato es el neurotransmisor estimulante más importante del sistema nervioso central y se considera como un gliotransmisor por su capacidad de aumentar la concentración citosólica de Ca2+ en los astrocitos. Existen dos tipos de receptores de glutamato: los ionotrópicos, entre los que se encuentran los receptores de kainato, los receptores NMDA   y los receptores AMPA; y los receptores metabrotópicos o receptores mGlu.
Entre los receptores de glutamato destacan los receptores NMDA, con un papel muy importante en la plasticidad sináptica. Los receptores NMDA cuentan con un canal con una diferencia de voltaje en sus extremos. Al cambiar la polaridad del voltaje, se desplaza un ion de magnesio presente en el canal y deja la vía libre para el influjo de calcio, que activa los receptores.
La función principal del ATP como gliotransmisor consiste en restringir la actividad neuronal. Sus objetivos son los receptores P2X, P2Y, y A1.  El ATP desempeña su papel de gliotransmisor de varias formas, por ejemplo, mediante la inserción de receptores AMPA en las terminales postsinápticas, por actividad paracrina, y supresión directa de la  transmisión sináptica. En la retina, controla la actividad neuronal al convertirse en adenosina, lo cual hiperpolariza la neurona. El ATP facilita la neuroinflamación y la remielinización al introducirse en el espacio extracelular después de una lesión para activar los receptores purinérgicos, que aumentan la producción de gliotransmisores.
Aunque no está claro si la actividad gliotransmisora del ATP depende de la presencia de calcio, es posible que la secreción de ATP por los astrocitos esté mediada al menos en parte por Ca2+ y proteínas SNARE e incluye múltiples rutas; se supone que la exocitosis es el método por el que las células liberan el ATP.
Otros gliotransmisores menos comunes son: 
- ácido homocistéico, un agonista del receptor NMDA;
- taurina;
- factor natriurético atrial (ANF);
- factor de necrosis tumoral alfa (TNF-alfa).

## Comunicación intercelular
La neurotransmisión hace referencia solamente al intercambio de información entre neuronas; la gliotransmisión no solo tiene lugar entre astrocitos, sino entre estos, neuronas y microglías. Las «olas de Ca[2+]» pueden estimular la liberación de gliotransmisores por los astrocitos, aunque estos no estén en contacto entre ellos.
La gliotransmisión también puede ocurrir entre los astrocitos y las microglías: las olas de calcio en la matriz intracelular del astrocito causan la activación de la microglía si hay ATP presente en la matriz extracelular. Un estudio demostró que un estímulo mecánico provoca la secreción de ATP por los astrocitos, que a su vez causa una respuesta en las microglía, lo que sugiere que la comunicación astrocito-microglía podría estar mediada por el ATP.
La comunicación entre astrocitos y neuronas es de gran importancia para la correcta función neuronal. La sinapsis tripartita es un ejemplo frecuente de la comunicación entre astrocitos y neuronas, en la que participan las terminales pre- y postsinápticas de dos neuronas y un astrocito. Los astrocitos tienen la capacidad de modular la actividad neuronal, ya sea estimulando o inhibiendo la transmisión sináptica, dependiendo del tipo de gliotransmisor liberado; el glutamato se caracteriza por excitar las neuronas, mientras que el ATP inhibe ciertas funciones presinápticas en las neuronas.

## Sinapsis tripartita
La noción conocida como «sinapsis tripartita» se basa en la transmisión sináptica que tiene lugar mediante gliotransmisores secretados como respuesta a  un aumento de calcio. Se trata de un concepto de la fisiología sináptica según el cual la sinapsis se divide en tres partes: una terminal presináptica, otra terminal postsináptica y un astrocito como mediador entre ellas.
Según un modelo de la sinapsis tripartita, las terminales pre- y postsinápticas son adyacentes y el astrocito rodea la terminal postsináptica. Sin embargo, la localización y distribución espacial de los tres componentes de la sinapsis tripartita varía dependiendo de la región del cerebro. Los canales de potasio entre los astrocitos y las terminales presinápticas posibilitan la liberación de los iones de potasio y evitan su acumulación posterior a la actividad neuronal. La liberación de neurotransmisores de las vesículas presinápticas activa los receptores metabotrópicos del astrocito, que a su vez causa la liberación del astrocito de los gliotransmisores de la célula.
Los astrocitos son bidireccionales, lo que significa que pueden comunicarse e intercambiar información con los elementos pre- y postsinápticos. Dicha comunicación es controlada principalmente por el cambio de concentración de Ca2+, causando la excitación del astrocito. La capacidad de responder a cambios ambientales tanto internos como externos aumenta según la regulación hormonal de la sinapsis tripartita.

## Papel en las enfermedades
El aumento en gliotranmisión podría contribuir al desarrollo de epilepsia y a la disminución de esquizofrenia. Los pacientes que sufren de depresión tiene un menor número de astrocitos. La investigación de las causas de la correlación entre los gliotransmisores y ciertos desórdenes neurológicos podría contribuir a nuevos tratamientos terapéuticos. También se ha demostrado que el aumento y la disminución de los receptores NMDA, controlados por los astrocitos, tienen un rol importante en varios desórdenes neurodegenerativos, como la enfermedad de Alzheimer, el Parkinson y la corea de Huntington, así como en  las apoplejías, la esquizofrenia y la epilepsia.
La esquizofrenia y la epilepsia  dos últimas también pueden ser causadas por la variación de los niveles de gliotransmisiones y de la excitabilidad por el calcio. Según la teoría conocida como la hipótesis del glutamato, la deficiencia de glutamato, y la consiguiente disfunción de los receptores NMDA en las terminales presinápticas, causa los síntomas de la esquizofrenia. La hipofuncionalidad de los receptores NMDA viene dada por una disminución de la gliotransmisión facilitada por la D-serina. En estudios recientes, se ha demostrado que la D-serina y la serina racemasa están presentes en las neuronas en las que la D-serina no tiene un rol como gliotransmisor. La hipótesis del glutamato está sustentada por el hecho de que la cicloserina, que actúa como agonista para el receptor NMDA, es útil en el tratamiento de pacientes con esquizofrenia. En el caso de la epilepsia, se sabe que el glutamato tiene un rol en la despolarización sincrónica. Esto ha llevado a los expertos a creer que la excitación de las descargas epilépticas podría ser causada por la gliotransmisión mediada por el glutamato. Aunque algunos estudios prueban que todas las excitaciones causadas por gliotranmisiones implican descargas eléctricas, también podrían aumentar la intensidad de la actividad epileptiforme.
Los transmisores excitatorios expresados en cantidades altas podrían conducir a la apoptosis neuronal a través de la excitotoxicidad. En el caso del Alzheimer, hay indicios de que la activación glial y el aumento de la cantidad tanto de glias como de astrocitos acompañan a la disminución de neuronas.
Casos documentados indican que el exceso del gliotransmisor TNF en el fluido cefalorraquídeo de pacientes con Alzheimer desempeña un papel importante en la patogénesis de la enfermedad. Una hipótesis barajada es que el TNF ocasiona irregularidades en el mecanismo sináptico.